# ヘスペランサ
ヘスペランサ、ヘスペランタ（学：Hesperantha）は、アヤメ科に含まれる植物の総称。トリトニア属、イキシア属に似た花を咲かせる。

## 特徴
南部アフリカが原産地及び自生地の球根植物である。耐寒性はやや弱く、降霜などで葉が傷む場合があるので栽培の際は防寒対策が必要である。花期は1～2月である。花期が終わると休眠期に入るので、耐暑性は比較的優れる。繁殖方法として、播種と分球がある。ただし、本属の植物は、分球をあまり発生させないので大量繁殖は難しい。花色は橙色や黄色、白色などがある。複色の花もある。草丈は大きくても20㎝程度とアヤメ科の中では比較的背が低い。一部種はオーストラリアへ帰化している。

## 栽培方法
球根の植え付けは10月～11月に行う。深さは1～3㎝程度埋める。花は翌年の1月から楽しめる。灌水は表面が乾いたら灌水を行い、施肥は控えめにする。開花期が終われば休眠期に入るので、球根が加湿状態にならないように気を付ける。播種も球根の植え付け時期と同じ時期に行うと良い。球根の掘り上げは分球を発生させる6月以降に行う。

## 名称について

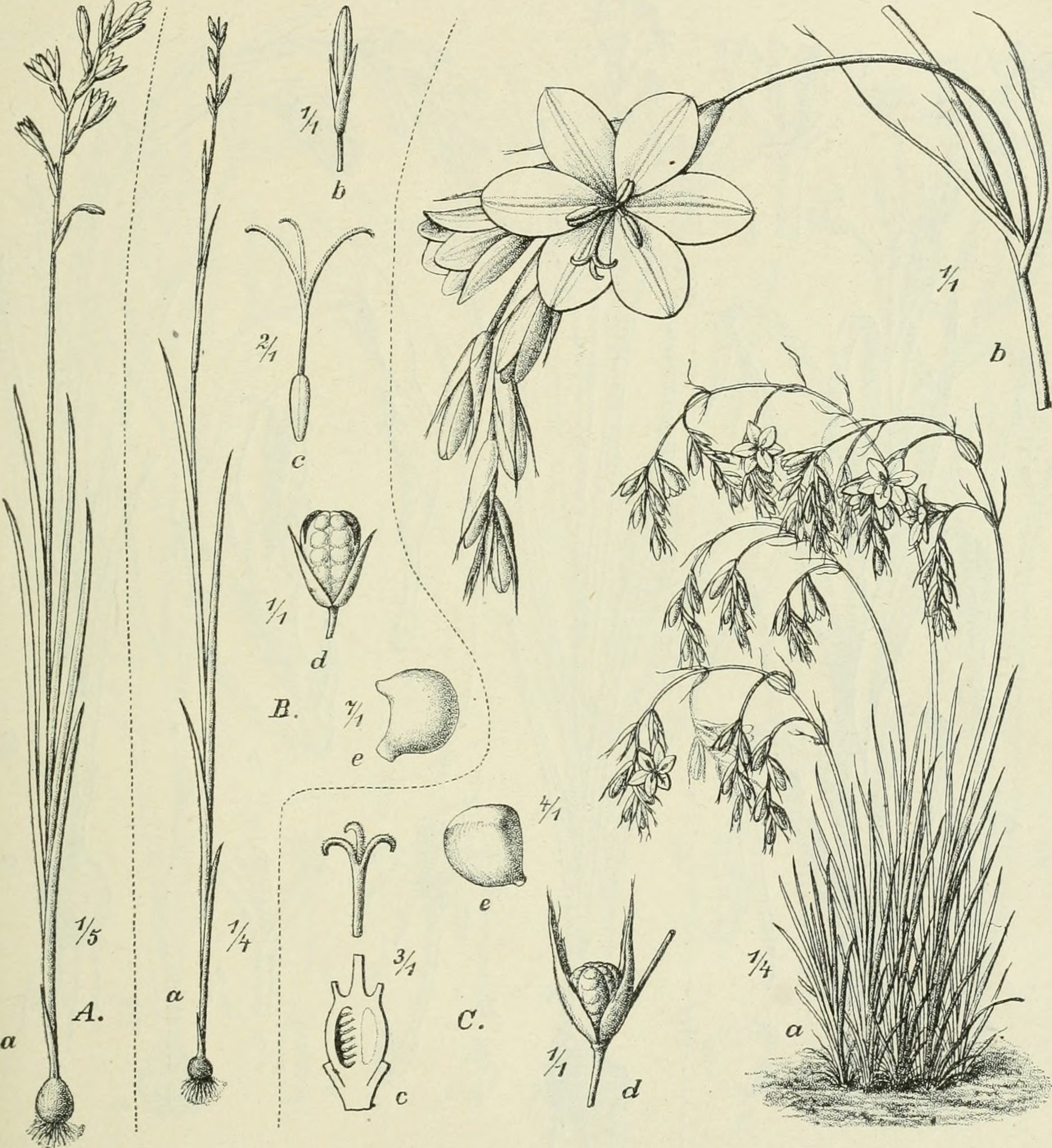
全草のスケッチ

属名 Hesperantha は、Hesperos（夕方、夜）＋Anthos（花）の合成語であり、本属の開花時間に因む。しかし、正午過ぎ～昼下がりの時間帯にに花が咲く場合が多い。これといった英名や和名はない。

## 下位分類
本属は40種程度が認められるが、本節では栽培される種を掲載する。参考元はこちら。
- ヘスペランサ・ククラータ

　（Hesperantha cucullata）
イキシア属に似た草姿を持つ種で、花色は薄桃色の種が多い。芳香性を持つ。
- ヘスペランサ・コクシネア

　（Hesperantha coccinea）
トリトニア属に似た形状の花をつける種。
- ヘスペランサ・スタンフォルディア

　（Hesperantha stanfordiae）
本属の中では最も多く栽培されている種類で、黄色の美しい花が咲く。花は昼頃に開花し、夕方閉じる。
- ヘスペランサ・フミリス

　（Hesperantha humilis）
背が高くならない矮性の種で花の形状はロムレア属に似る。
- ヘスペランサ・ポーシフローラ

　（Hesperantha pauciflora）
早咲きの種で、花期は一月頃。草丈は２０cmほどで、桜色の花が咲く。